# 潘凯雄
潘凯雄（1957年—），男，安徽黟县人，中国作家、文学评论家、出版家。毕业于复旦大学中文系。中国作家协会会员，现为中国出版集团副总裁、党组成员，曾任人民文学出版社社长、《当代》、《中华文学选刊》杂志主编。

## 生平
1983年起先后供职于中国作协《文艺报》理论部、《经济日报》副刊部、经济日报出版社及人民文学出版社。
2006年起任中国当代文学研究会理事，国期刊协会理事，2010年起任中国版协文学艺术出版工作委员会主任。2008年，他荣获首届国家出版政府奖之优秀人物奖。
2018年1月，当选第十三届全国政协委员。

## 贡献
潘凯雄长期从事文学编辑和管理工作。在人民文学出版社期间，经他终审的《笨花》、《长征》、《藏獒》均获本届中宣部“五个一工程”优秀文学图书奖，《中国动脉》获本届中宣部“五个一工程”入选文学图书奖，《暗算》获第七届茅盾文学奖，《长征》荣获“第四届徐迟报告文学奖·荣誉奖”，《国运》、《天行者》获中宣部“五个一工程”奖，《有爱相伴》获第二届中华优秀出版物·抗震救灾特别贡献奖，《天行者》、《推拿》获第八届茅盾文学奖。他主编的《当代》杂志也荣获第二届国家出版政府奖、优秀期刊奖和中国出版集团优秀期刊奖等。

## 作品
潘凯雄利用业余时间坚持文艺学研究与写作，先后与人合作或单独出版了《文学中的性爱描写》（上海文艺出版社）、《文学批评学》（人民文学出版社）、《历史描述与逻辑演绎》（云南人民出版社）等三本学术专著和论文集《现象与沉思》（浙江文艺出版社）、《“双面人”手记》（复旦大学出版社）以及散文随笔集《蔚蓝的梦》（河北人民出版社），同时还有百余万字的研究文学批评与创作以及与出版传媒业的论文见诸于中央及地方报刊，自1980年代起就成为文学界具有相当影响的文学评论家。此外，他还在《文汇报》、《文汇读书周报》、《中华读书报》、《传媒》和《出版广角》等先后开辟个人专栏。